# Васютинцы (Черкасская область)
Васю́тинцы (укр. Васютинці) — село в Чернобаевском районе Черкасской области Украины.
Население по переписи 2001 года составляло 1616 человек. Почтовый индекс — 19963. Телефонный код — 4739.
В селе родился, жил и был похоронен Герой Советского Союза Андрей Мигаль.

## Местный совет
19963, Черкасская обл., Чернобаевский р-н, с. Васютинцы, ул. Ленина, 36